# Hornborg (plaats)
Hornborg is een plaats in de Deense regio Midden-Jutland, gemeente Hedensted, en telt 220 inwoners (2008).